# Jan Goeree
Jan Goeree (Middelburg, 20 oktober 1670 - Amsterdam, 4 januari 1731) was een Nederlandse graveur en dichter.
Jan Goeree was de zoon van de Middelburgse boekhandelaar Willem Goeree. Op jonge leeftijd verhuisde hij met zijn vader naar Amsterdam. Hij maakte onder andere gravures van verschillende gebouwen in Amsterdam. In 1705 kreeg hij van het stadsbestuur van deze stad de opdracht schetsen te maken voor de schilderstukken van het gewelf van de grote zaal van het stadhuis. Onder zijn toezicht werden deze vervolgens door J. Hoogzaat en G. Rademaker uitgevoerd.